# COBRA
COBRA（コブラ）は、1984年に音楽家のジョン・ゾーンが考案（作曲）した、ゲームスタイルを取り入れた即興演奏のスタイル。ゾーンは、このスタイルで制作したアルバム『コブラ』（1985年 - 1986年録音）も発表した。日本ではヒカシューの巻上公一が取り入れている。

## ルール
グループ分けされた演奏者がプロンプターと呼ばれる指揮者の指示によって即興演奏を行う。サバイバルゲームの要素が大きく取り入れられているのが特徴である。約10名のプレイヤーがプロンプターを中心に半円形に並び、プロンプターの指示する19枚のカードとそれに対応したサインによって音楽が作られていく。楽器の構成はその時に応じてまちまちであり、1人で複数個の楽器を持つことも珍しくない。また、楽器を持たない「声」だけのプレイヤーも存在する。
19枚のカードの詳細、ハンドサインなどに関してはゾーンにより厳しい守秘義務が強いられており、演奏者・プロンプターは外部に漏らすことを禁じられている。

## 録音

### アルバム
- 『コブラ』 - Cobra (1987年) ※2枚組。ニューヨーク・ラジオ・シティ・スタジオでのスタジオ録音(1986年)と、ニューヨークでのライブ録音(1985年)を収録。指揮者（プロンプター）はジョン・ゾーン。
- John Zorn's Cobra: Live at the Knitting Factory (1992年)
- 『ジョン・ゾーンズ・コブラ 東京作戦 吉凶部隊』 - John Zorn's Cobra: Tokyo Operations '94 (1994年) ※指揮者（プロンプター）は巻上公一。
- 『コブラ』 - Cobra: John Zorn's Game Pieces Volume 2 (2002年) ※指揮者（プロンプター）はジョン・ゾーン。